# 국제인구과학연맹
국제인구과학연맹(International Union for the Scientific Study of Population, IUSSP), 또는 국제인구학회는 인구 관련 문제를 논의하는 비영리 학술조직이다. 본부는 프랑스 파리에 있다.